# Black Pool
Pour les articles homonymes, voir Blackpool (homonymie).
Black Pool est une source chaude située dans le West Thumb Geyser Basin dans le parc national de Yellowstone aux États-Unis.

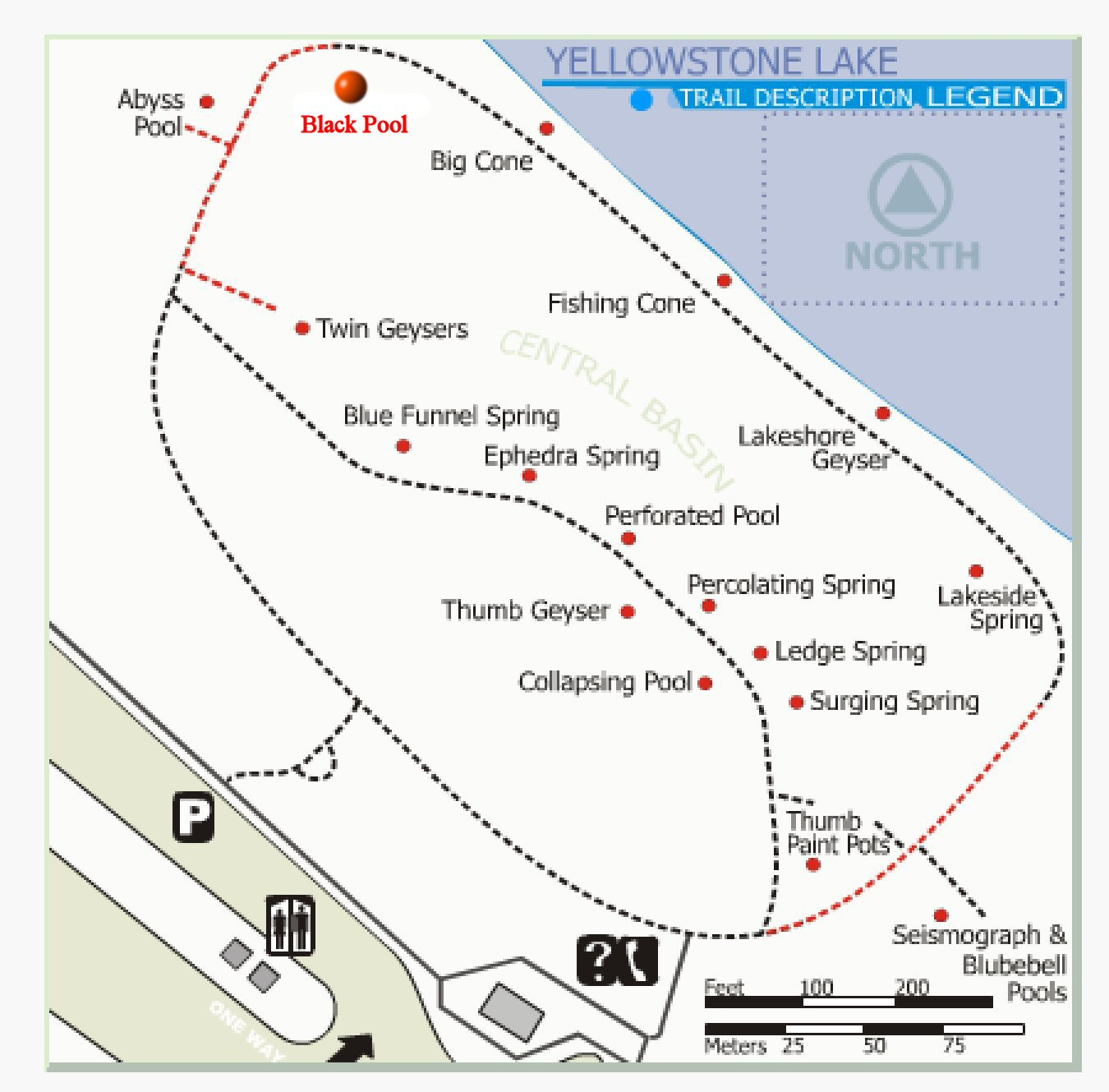
West Thumb Geyser Basin

Elle était assez froide jusqu'en 1991 pour que des cyanobactéries orange foncé-marron puissent y vivre. Cette couleur, combinée avec l'eau bleue, lui donne une couleur vert foncé voire quasiment noir, d'où le nom.
Le déplacement de l'énergie thermique en 1991 vers Black Pool et Abyss Pool, située à proximité, a entraîné une augmentation de la température. La température de Black Pool devient assez élevée pour tuer toutes les cyanobactéries présentes dans la source, devenant ainsi bleu turquoise.
Black Pool a souvent fait des éruptions d'ébullition le 15 août 1991, faisant jaillir l'eau à 90 centimètres et entraînant de gros ruissellements.
Black Pool reste extrêmement chaude, et est aujourd'hui, avec Abyss Pool, l'une des plus belles sources et l'une des sources les plus bleues de Yellowstone. Malgré son changement de couleur, son nom reste Black Pool.

## Galerie de photos

Photos de Black Pool
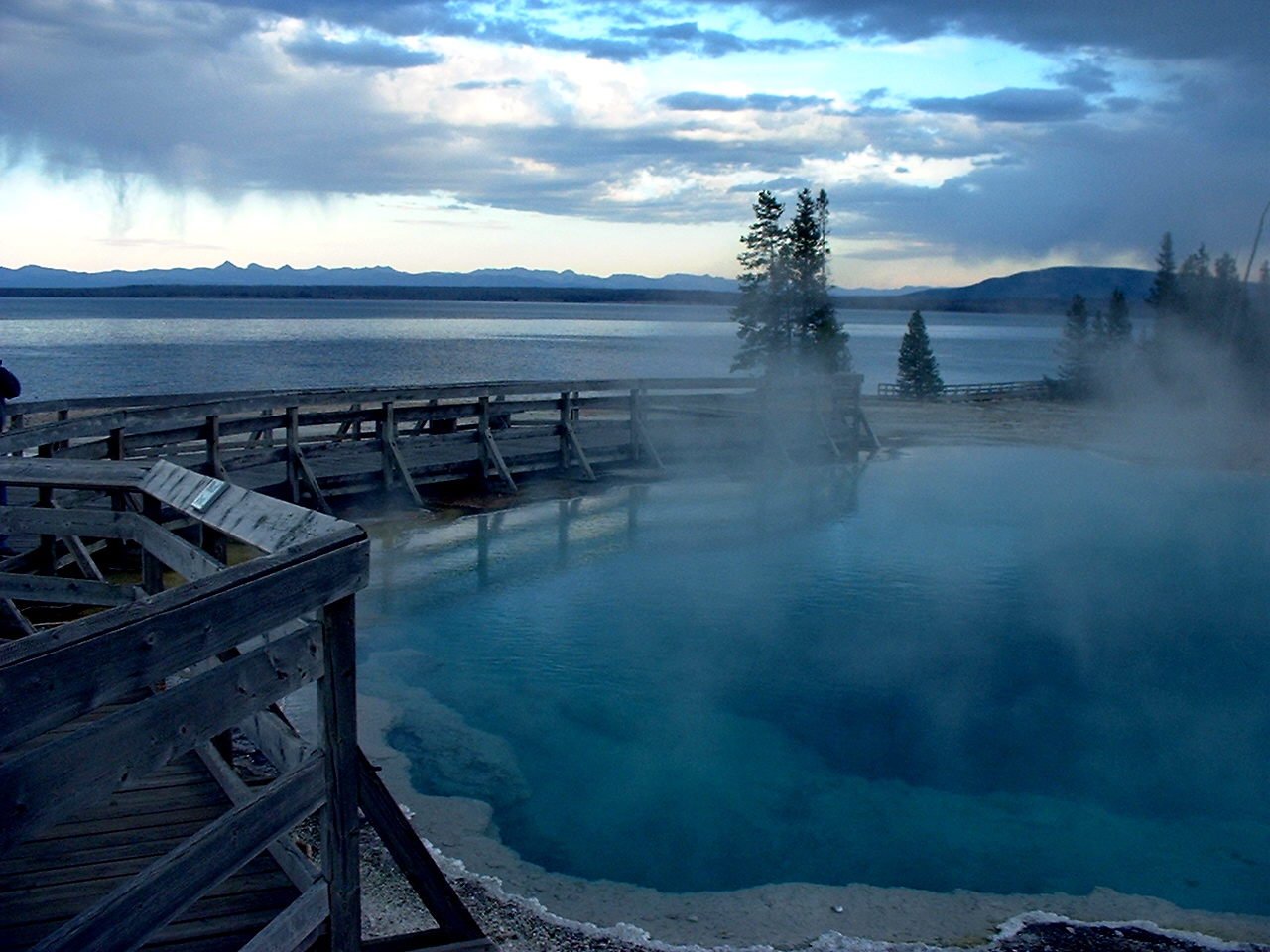
Black Pool en 2003.
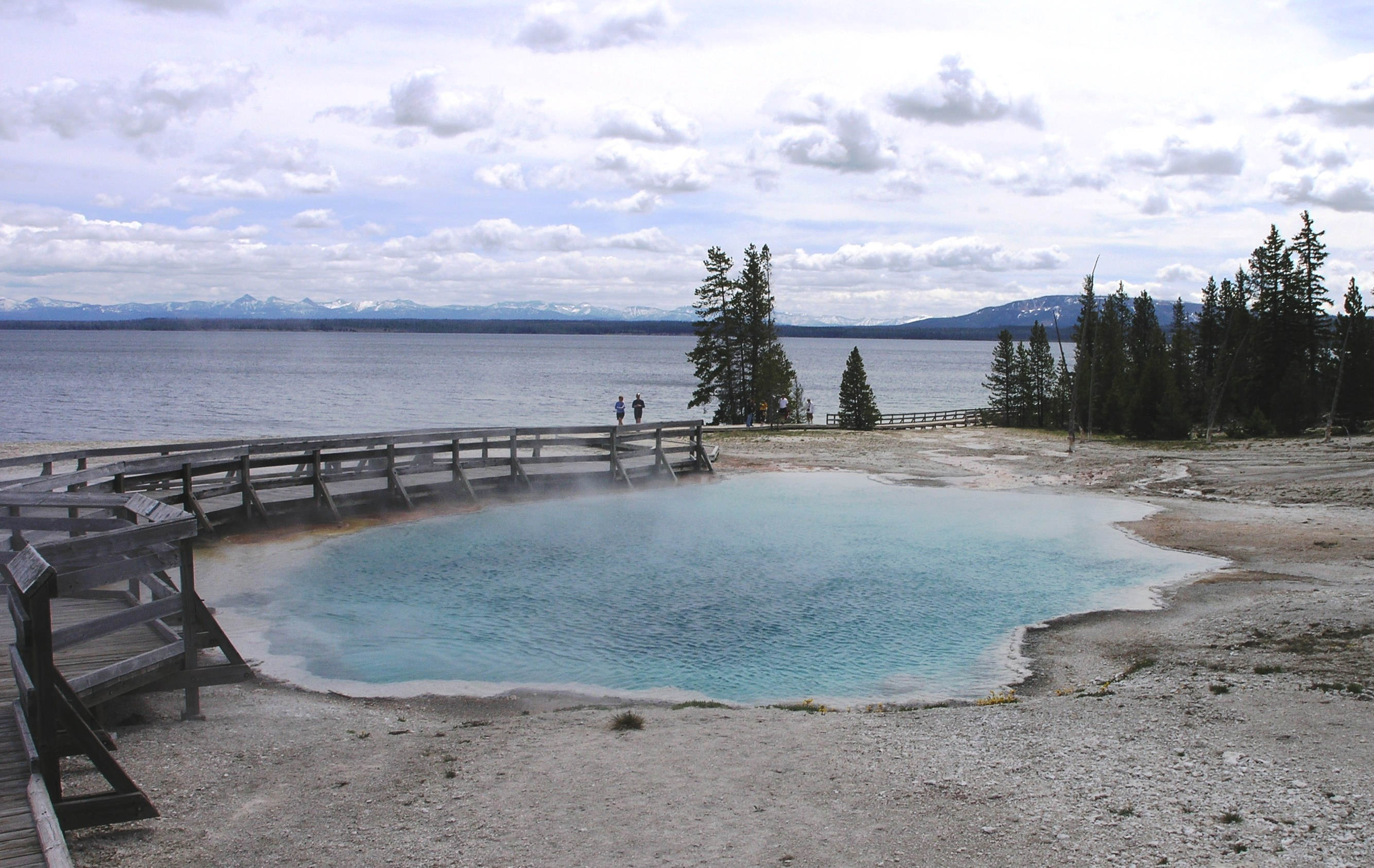
Black Pool en 2006.
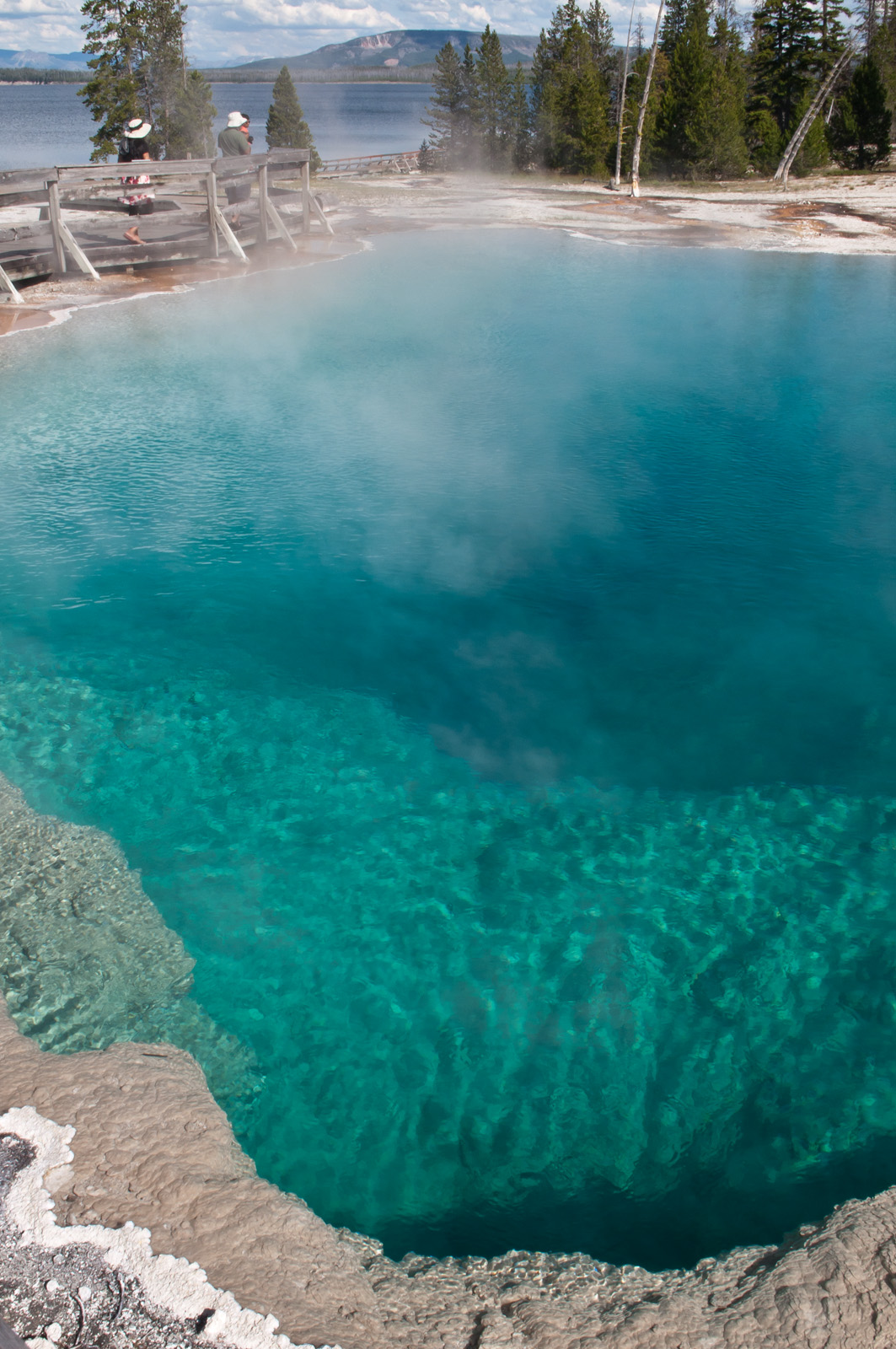
Black Pool en 2012.
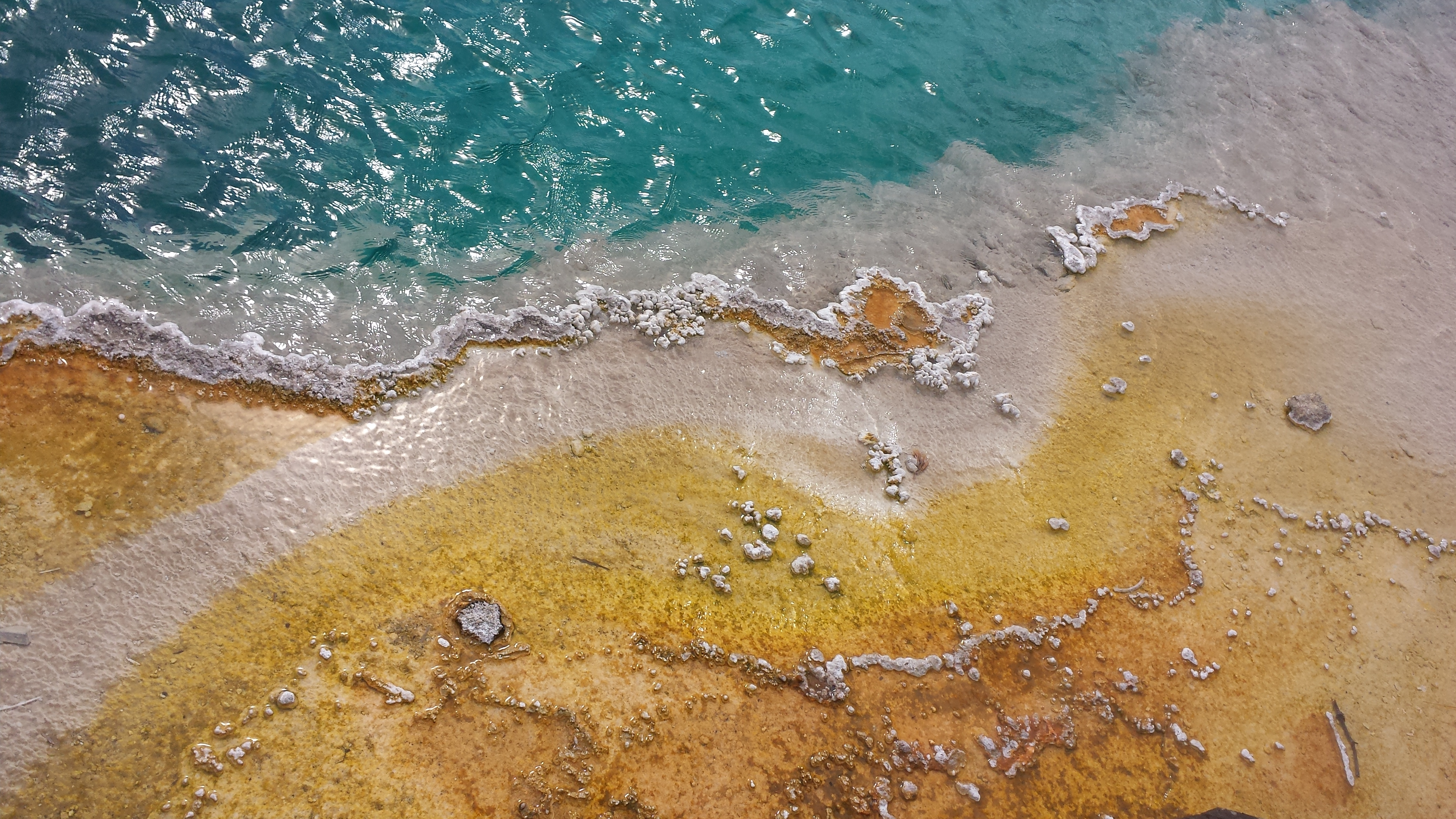
Black Pool en 2013.
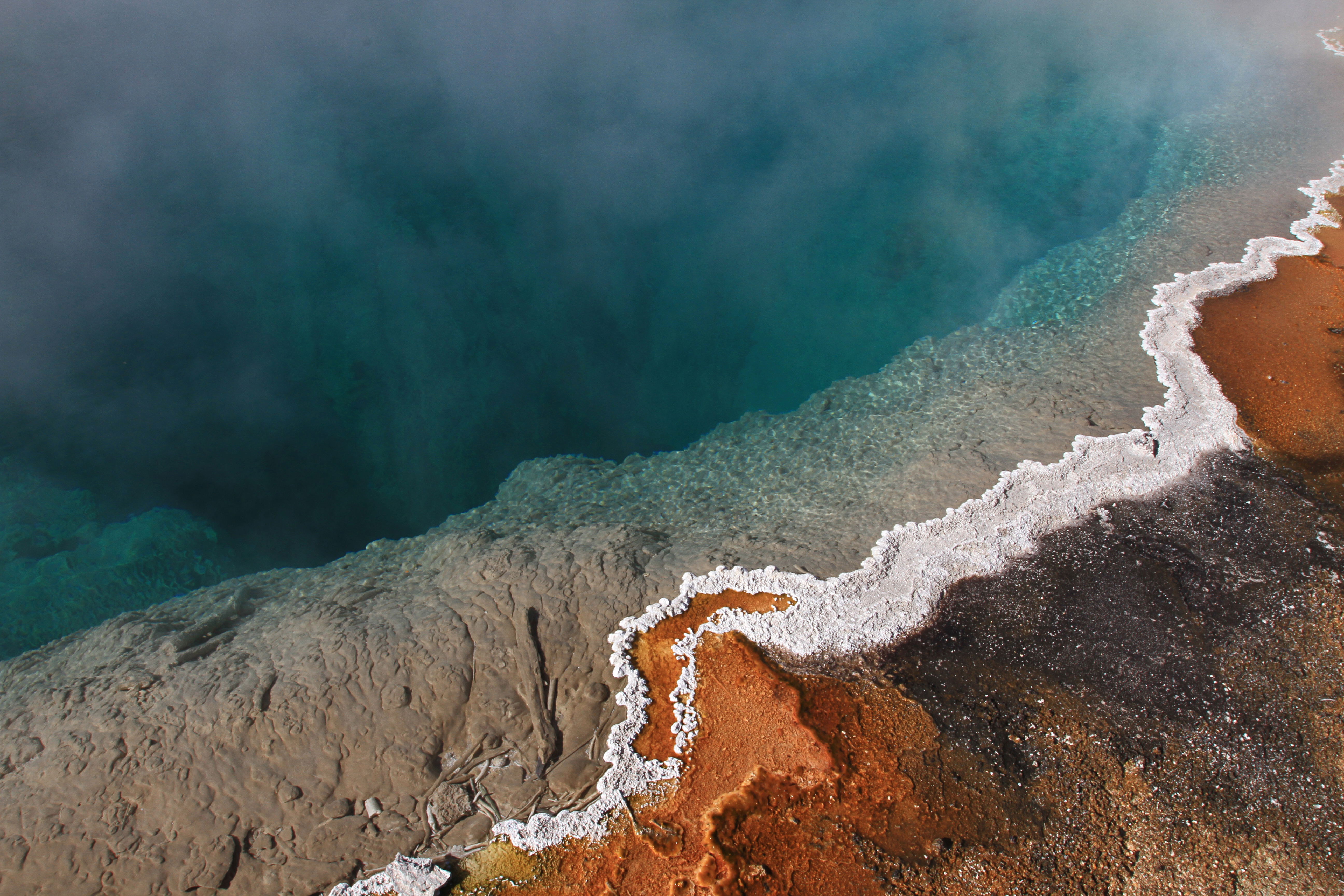
Détail de Black Pool en 2013.